# Fronte di Sinistra e dei Lavoratori
Il Fronte di Sinistra e dei Lavoratori (in spagnolo: Frente de Izquierda y de los Trabajadores) è una coalizione elettorale di orientamento trotzkista fondata in Argentina nel 2011.
Ad essa hanno preso parte tre distinti soggetti politici:
- Partito Operaio (Partido Obrero - 1964);
- Partito dei Lavoratori Socialisti (Partido de los Trabajadores Socialistas - 1988);
- Sinistra Socialista (Izquierda Socialista - 2006).

In occasione delle elezioni presidenziali del 2011 la coalizione ha sostenuto la candidatura di Jorge Altamira, che ha conseguito il 2,3% dei voti.
Alle successive elezioni parlamentari del 2013 la coalizione ha ottenuto due seggi alla Camera, entrambi appartenenti al Partito dei Lavoratori Socialisti.
Alle elezioni parlamentari del 2017 ha ottenuto 2 seggi (nella provincia di Buenos Aires); nella provincia di Jujuy ha raggiunto oltre il 17% dei voti.